# Флаг ЮАР
Государственный флаг Южно-Африканской Республики принят 27 апреля 1994 года в преддверии первых свободных выборов, положивших конец апартеиду.
В конкурсе по разработке флага приняли участие флаговеды, частные лица, представители различных партий. Было представлено огромное количество вариантов — более 7000. Лучшим проектом была признана работа Тео Стилианидеса и Государственного герольдмейстера республики Фредерика Дж. Браунелла. Флаг был представлен публике 14 марта 1994 года. 21 марта 1994 года он принят, а введён 27 апреля Прокламацией Президента. В ночь на 28 апреля новый флаг был впервые торжественно поднят при огромном стечении народа; также поднимался при инаугурации Нельсона Манделы 10 мая.
Флаг представляет собой симбиоз прошлого, настоящего и будущего ЮАР и состоит из шести цветов. Флаг преисполнен символизма. Поверх традиционных красного, белого и синего цветов, взятых с прежнего флага и олицетворяющих «белое» прошлое ЮАР (а также белое население страны), наложен вилообразный крест цветов партии Африканский Национальный Конгресс: чёрного, жёлтого и зелёного, призванных символизировать коренное население и борьбу против апартеида. Черный треугольник с желтой каймой как бы «врезается» в красно-бело-синий флаг белых, символизируя борьбу черного большинства за свои права, победу в этой многолетней борьбе и отвоёванное место под солнцем. При этом зеленые полосы (символизирующие т. н. «цветных») лежат между «черной» и «белой» зонами флага. В целом флаг символизирует, по замыслу создателей, мультирасовое будущее ЮАР. Этот вариант получил широкое признание, и таким образом флаг выборов стал государственным, что было закреплено в конституции республики. Введение нового флага означало отказ от нежелательных контекстов, связанных с прежним флагом ЮАС—ЮАР, и отражало демократический характер современного Южно-Африканского государства.
Флаг является самым многоцветным в мире, если не считать те флаги, на которых помещен герб государства. Существует множество неофициальных трактовок цветов флага. Согласно одной из них,
- Красный цвет олицетворяет Великобританию и англоязычное население (по традиционному цвету мундиров британской армии, а также как преобладающий на флаге ЮАС);
- Синий — Нидерланды и буров (так как именно синий присутствует на флагах Нидерландов, Оранжевой республики и Трансвааля);
- Белый — прочих белых ЮАР;
- Чёрный — чернокожее большинство страны;
- Жёлтый — индийцев;
- Зелёный — т. н. «цветных» (так как большинство их является потомками смешанных браков европейцев и малайцев и исповедует ислам).

Во время чемпионата мира по футболу 2010 года издание «Port Elizabeth Express» распространило памятку для болельщиков с напоминанием, как нужно обращаться с флагом ЮАР. В ней сказано:
«Флаг никогда не должен касаться земли, использоваться как скатерть или занавеска, применяться для производства нижнего белья, ковриков для ванных комнат. Флаг следует поднимать при начале рабочего дня и опускать до или во время заката. Любой ставший свидетелем подъёма и спуска флага должен замереть и стоять до завершения церемонии. Кепку, шапку или шляпу в этот момент нужно снять, а правую руку приложить к сердцу, отдавая салют флагу. Его нельзя переворачивать вверх ногами — по традиции так указывают на готовность сдаться врагу. При размещении национального флага рядом с флагами других государств флаг должен всегда располагаться крайним справа, остальные — в алфавитном порядке. Все флаги должны быть примерно одного размера, ни один из них не может быть больше южноафриканского. Флаг ЮАР всегда поднимается первым, а спускается последним».
Похожий флаг — Вануату

## Построение флага

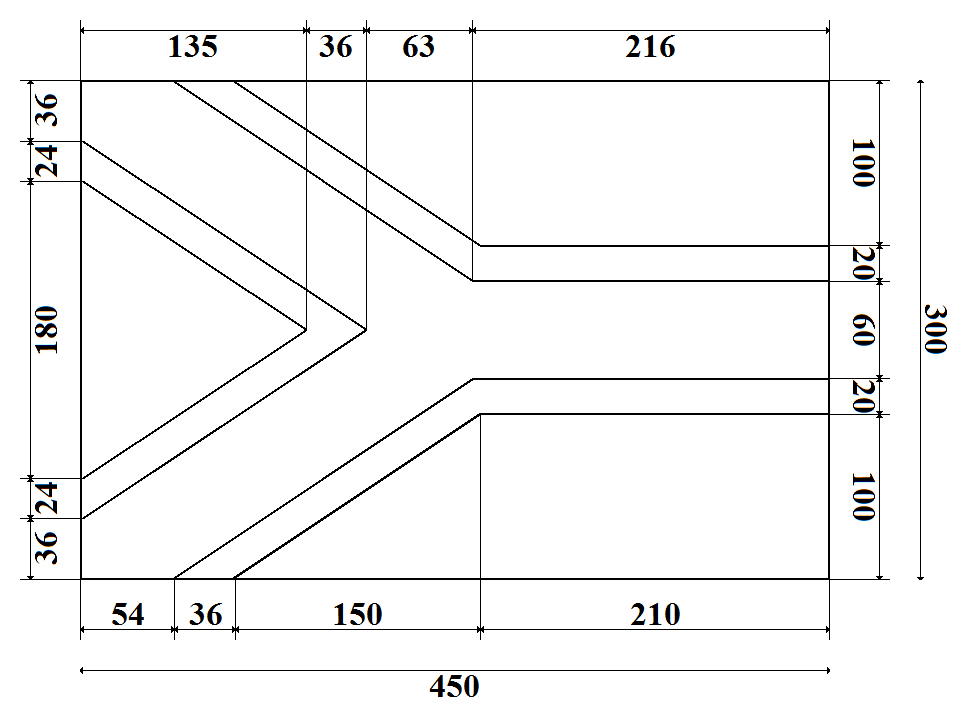

## Исторические флаги

Флаг Капской колонии, 1875—1910 гг.
Флаг колонии Наталь, 1905—1910 гг.
Флаг колонии Оранжевой реки, 1902—1910 гг.
Флаг колонии Трансвааль, 1902—1910 гг.
Флаг Южно-Африканского Союза в 1910—1912 гг.
Флаг Южно-Африканского Союза в 1912—1928 гг.
Флаг Южно-Африканского Союза, затем Южно-Африканской Республики в 1928—1994 гг.
Флаг Африканеров

На белой полосе флага Южно-Африканского Союза (с 1961 года — Южно-Африканской Республики), использовавшегося с 1928 до 1994 года, изображены флаги Великобритании, Оранжевой республики и Трансвааля.